# 山陽電気鉄道2300系電車
山陽電気鉄道2300系電車（さんようでんきてつどう2300けいでんしゃ）は、かつて山陽電気鉄道（山陽）が保有していた通勤形電車。同社が吊り掛け駆動で足回りの老朽化が目立っていた2700系を1976年から1977年にかけて機器更新し、高性能化した系列である。
山陽電気鉄道では車両の形式称号について書類上は「クモハ」や「モハ」などの車種を示す記号を用いているが、現車では車内を含め一切表記しておらず、また車両番号が重複しないよう同一数字を用いる形式では奇数・偶数で車種を分けて管理している。このため、本記事の以下の記述では、2300形について区分が必要な場合を除き、これらの記号を基本的に省略する。

## 製造の目的
山陽電気鉄道では、1968年（昭和43年）の神戸高速鉄道線開通･乗入れ開始を踏まえ、高性能車両の新製を進めてきたが、1972年（昭和47年）には車両総数199両に達し、以後は第一次オイルショックによる経済情勢の変化もあって車両総数の増加を抑え、1974年（昭和49年）以降は車両の新製も一時中止していた。その後1976年（昭和51年）からは、車両総数の増加は避けつつ旧型の吊り掛け駆動車の取り替えを進めて保守費の削減や車両性能･運用の統一による効率化を進めることとした。この一環として、2000系後期車と接客上相違の少ない2700系について3000系と同等の機器を搭載して新性能化を図ることとなり、改造が行われて2300系が誕生することとなった。
形式称号は同社が2700系に「2000系の車体+700形の機器」という意味を持たせたのと同じルールで、「2700系の車体+3000系の機器」という意味で「2300系」と付番された。ただし、2700系には車両番号一の位が偶数の車両が主電動機付きの（電動車）、奇数の車両が主電動機を持たない（制御車）という区分を行っていたが、本系列は3000系のルールに従って電動車を「クモハ2300形」および「モハ2300形」、制御車を「クハ2600形」と区分し、それぞれを製造順に付番するという方式に変更している。

## 形式・編成
2700系は2両編成が基本であったが、改造時には1両を増結して3両編成で運行されるようになっており、山陽全体においても2両編成での運用は消滅していた。このため、本系列も3両固定編成として改造された。さらに、新たに搭載される3000系用電装品は、同系列が電動車2両を1組として各種機器の集約分散搭載を図るユニット電動車方式で、電動車2両が不可分の構造となっていたため、それに合わせて編成内の2両の電動車が別々の形態に改造されている。
↑西代、高速神戸
- クモハ2300形（偶数番号車）

制御電動車(M'c)。電動発電機（MG）および電動空気圧縮機（CP）などの補機を搭載し、2300形奇数番号車とユニットを組んで使用された。
- モハ2300形（奇数番号車）

中間電動車(M)。パンタグラフと主制御器や抵抗器などを搭載し、2300形偶数番号車とユニットを組んで使用された。
- クハ2600形

制御車(Tc)。主要機器は搭載していなかった。
↓姫路
以上の通り、ユニット電動車方式を採用したことと、運転台の設置車両の関係から、本系列は3両編成が運用上の最小単位となっている。
旧番号との対照は以下の通り。←は中間に入った先頭車の運転台向き（2300系は撤去跡）を示す。
| 新番号       | 新番号     | 新番号     |   | 旧番号     | 旧番号     | 旧番号     | 改造年月日 |
| クモハ2300形 | モハ2300形 | クハ2600形 |   | モハ2700形 | モハ2700形 | クハ2700形 | 改造年月日 |
| ------------ | ---------- | ---------- | - | ---------- | ---------- | ---------- | ---------- |
| 2300         | ←2301      | 2600       | ← | 2712       | ←2704      | 2705       | 1977/2/12  |
| 2302         | ←2303      | 2601       | ← | 2714       | ←2706      | 2707       | 1976/10/13 |

## 改造内容
改造種車となった2700系の車体は、2000系最終増備車（6次車=2507, 2508）に準じた普通鋼製19m級片側3扉の設計で、3000系の1世代前のものではあるが、改造時点の一般的な水準に照らして冷房のないことを除けば質的に充分な接客設備を備えていた。そのため、主な改造点は、特に編成あたり2両連結されていたモハ2700形(Mc)に集中している。2両はそれまで機器構成が同一であったが、3000系のユニット式機器を搭載するにあたり、制御器とパンタグラフは2両目となったモハ2300形（奇数番号車）に、MG、CPは先頭車となったクモハ2300形（偶数番号車）に、それぞれ2基ずつ集中搭載され、クモハ2300形の屋根上機器は通風器を除き全て撤去された。ここで制御器は1C4M制御を行う日本国有鉄道（国鉄）制式の電空カム軸式制御器であるCS5と弱め界磁制御用のCS9界磁接触器のペアから、1C8M制御を行う富士電機製電動カム軸式制御器のKMC-201に交換された。主電動機も国鉄モハ63形そのままのMT40から3000系と同一の三菱電機製MB-3020Sとなり、駆動方式は吊り掛け駆動方式からカルダン駆動方式（WNドライブ）に刷新され、騒音・振動が低減された。
改造に伴い、機器分散で電動車2両が不可分となり、編成中間のモハ2700形については先頭に出る可能性が完全になくなることから、運転台を撤去し灯具・乗務員扉を全て埋め込む改造を受けて中間電動車のモハ2300形となった。ただし、車内運転室跡は座席が延長されずに立席スペースとされ、外観上も妻面に丸みが残り、乗務員扉跡に設置された窓は他よりも小さいという簡易的な改造に留まっている。一方、先頭車形態で残ったクモハ2300形、クハ2600形についても、改造により運転席の高さが100 mm上げられたことから、前面窓のうち向かって右側の運転席前面窓の上下寸法が縮小されており、改造前とは若干異なる印象となった。
改造時、直前まで製造されていた3050系が冷房装置や空気ばね台車を装着していたため、本系列についても装着も検討された。しかし、冷房装置は搭載に車体の補強工事が、稼働にMGの増強がそれぞれ必要で、新車製作に匹敵する費用がかかることから見送られ、空気ばね台車も空気ばねへの圧縮空気供給にCPの容量増大が必要となることから、その必要のない川崎重工業製のウィングばね式金属ばね台車となり、それまでのDT13S軸ばね式台車と交換された。
これらの改造により、性能面では3000系3両編成と同等となり、保守面でも、新性能化による検査周期の延伸や検査入場日数の短縮等の効率化が図られた。

## 車歴
1976年度（昭和51年度）に2700系2次車のうち3両編成2本から改造が行われたが、翌1977年度（昭和52年度）以降は3050系の新製を再開して車体･機器共に古い250形・820形・850形の淘汰を進めることとなり、本形式の改造はこの2本のみで終了した。未改造の2700系3両編成2本は1986年（昭和61年）の5000系投入による旧型車全廃までに淘汰されているが、本形式は主要機器が3000系と共通で走行性能や保守性に差がなく、車体の車齢も若かったことから引き続き使用が継続された。
1990年代に入ると2000番台の形式で唯一新塗装化や冷房化改造を受けている。冷房方式は同時期の3000系と同じく、1両あたり車体中央に集中式冷房装置を1基搭載し、同時に通風器は全て撤去されて冷房機脇に小型のものが2つ新設されている。
1990年（平成2年）7月には、2300号および2301号の主電動機がMB-3020Sから2000系と同じMB-3037に、駆動装置も2000系同等品（歯数比4:39(79:18)）にそれぞれ換装された。5000系増備の過程で同系列の主電動機としてMB-3020Sが必要となる一方、MB-3037は2000系の廃車で余剰を生じることから、これを活用してMB-3020Sを捻出し、車両新製費用の抑制を図る措置とされる。これにより、2300・2301号は車体のみならず動力関係も2000系と同等となったが、2000系とは制御装置が異なる理由で、再度の形式変更等は行われず、形式・車番はそのままとされた。
この後、本線上での3両編成運用が減少したことから、本形式は編成解消の上で付随車化し、3000系の付随車の3550形のうち老朽車の代替に充てられることとなり、1997年（平成9年）から1998年（平成10年）にかけて全車が3550形（3560番台）に改造されて形式消滅した。番号の対照は以下の通りで、元の形態順（クモハ2300形→モハ2300形→クハ2600形）に新番号が振られている。なお、3560番台6両では当時残存していた2000系改造車（3550番台）全てを代替できなかったため、以後も3550番台は一部が残存した。

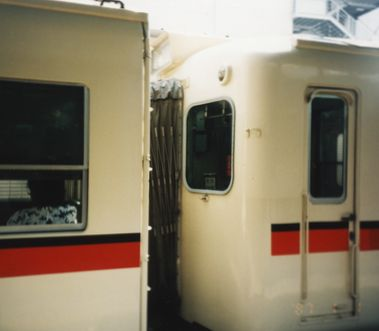
右が3560形（元先頭車）。

3550形への改造編入にあたっては、本形式に改造された時と同様に費用圧縮のために工数が最小限に抑えられ、パンタグラフなどの電装品は撤去されたものの、元先頭車の運転台や灯具は乗務員室扉が施錠されたのみでほぼそのまま残置された。ただし、外部塗装は全車とも前面のクリーム1色化と側面乗務員扉への帯追加によって中間車としての塗り分けに変更されていた。
これで800形から数えて3度の改造と4度の改番が行われたことになるが、3550形としての使用期間は短く、2003年（平成15年）1月に折からの不況と乗客減により、乗り入れ先である神戸高速、阪急電鉄、阪神電気鉄道の各社から同意を得て3両編成運用が急増したことで、3550形は全車が運用を離脱した。この間に行われた改造は3560・3564の前照灯ケースが鉄板で塞がれたのみで、他の3000系各車に対して施工されていた、座席モケットの花柄への変更は最後まで実施されず、従来通りのモスグリーン地のモケットのままであった。
運用離脱後、全車両が東二見車庫に留置されて休車扱いとなったが、4両は翌月に車籍抹消され、残る2両も約2年間保留車として車籍を保持したまま残された後、2004年（平成16年）12月に除籍、全車両が廃車された。廃車後、KW-4台車は3000系1・2次車のOK-21C・-25B台車と交換され、転用された主電動機とともに2011年（平成23年）現在も使用されている。
| 旧番号 |   | 新番号 | 組み込み先編成 | 改造年月日 | 廃車年月日 |
| ------ | - | ------ | -------------- | ---------- | ---------- |
| 2300   | → | 3560   | 3022F          | 1998/5/8   | 2004/12/10 |
| 2301   | → | 3562   | 3024F          | 1998/3/26  | 2003/2/28  |
| 2600   | → | 3564   | 3026F          | 1998/6/4   | 2003/2/28  |
| 2302   | → | 3561   | 3030F          | 1997/11/28 | 2003/2/28  |
| 2303   | → | 3563   | 3032F          | 1997/9/11  | 2004/12/10 |
| 2601   | → | 3565   | 3028F          | 1998/1/13  | 2003/2/28  |